# Alexander Hareter
Alexander Hareter (* 20. Jänner 1883 in Weiden am See; † 2. Juli 1954 ebenda) war ein österreichischer Kleinbauer und Politiker (SDAP). Er war von 1923 bis 1934 Abgeordneter zum Nationalrat.

## Leben
Hareter wurde als Sohn des Großbauern Josef Hareter aus Weiden am See geboren. Er besuchte die Volksschule und war in der Folge als Landwirt tätig.
Hareter war verheiratet.

## Politik
Hareter war von 1927 bis 1931 Dritter Präsident der Burgenländischen Landwirtschaftskammer und bis 1934 Kammerrat. Zudem war er Mitglied des Landesparteivorstandes der SDAP Burgenland und wurde 1954 zum Ökonomierat ernannt. Hareter gehörte zwischen dem 20. November 1923 und dem 17. Februar 1934 dem Österreichischen Nationalrat an, verlor jedoch sein Mandat infolge des Österreichischen Bürgerkriegs.
Von 1938 bis 1945 war Hareter Ortsbauernführer von Weiden am See; von 1945 bis 1950 war er Bürgermeister von Weiden am See.